# Curva de Moore

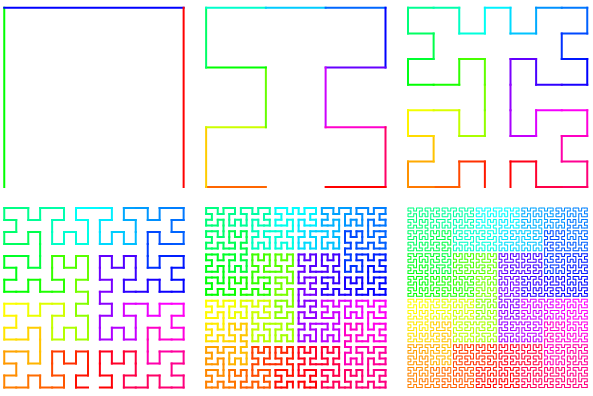
Etapas iniciales de la curva de Moore

Una curva de Moore (en honor de E. H. Moore) es una curva fractal continua que llena el espacio, una variante de la curva de Hilbert. Precisamente, es la versión con forma de lazo de la curva de Hilbert, y se puede contemplar como la unión de cuatro copias de las curvas de Hilbert combinadas de tal forma que coincidan los puntos finales.
Debido a que la curva de Moore es capaz de rellenar el plano, su dimensión de Hausdorff-Besicovitch es 2.

## Representación como sistema de Lindenmayer

Animación con sucesivas iteraciones

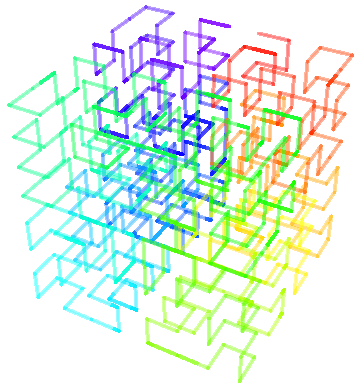
Curvas de Moore de orden 3 en tres dimensiones

La curva de Moore se puede expresar mediante reescritura (sistema-L) de la forma siguiente:
Alfabeto: L, R
Constantes: F, +, −
Axioma: LFL + F + LFL
Reglas de producción:
L → − RF + LFL + FR −
R → + LF − RFR − FL +
Aquí, F significa "avanzar", − significa "girar a la izquierda 90°" y + significa "girar a la derecha 90°" (véase: gráficas tortuga).

## Generalización a mayores dimensiones
Hay una elegante generalización de la curva de Hilbert a dimensiones arbitrarias superiores. Atravesar los vértices del poliedro de un hipercubo de n dimensiones en el orden del código Gray produce un generador para la curva de Hilbert de n dimensiones. Consúltese MathWorld.
Para construir la curva de Moore de orden N  en K dimensiones, colocar 2K copias de la curva de Hilbert de orden N − 1 K-dimensional en cada esquina de un hipercubo de dimensión K, girarlas y conectarlas mediante segmentos de recta. Los segmentos de recta añadidos siguen la ruta de una curva de Hilbert de orden 1. Esta construcción funciona incluso para la curva de Moore de orden 1 si define la curva de Hilbert de orden 0 como un punto geométrico. Entonces, se deduce que una curva de Moore de orden 1 es lo mismo que una curva de Hilbert de orden 1.
Para construir la curva de Moore de orden N en tres dimensiones, colocar 8 copias de la curva de Hilbert 3D de orden N − 1 en las esquinas de un cubo, girarlas y conectarlas mediante segmentos de recta.